# デーゲーム
デーゲーム（day game）
1. 野球などのスポーツにおいて、日中におこなう試合のこと。ナイトゲーム（ナイター）との対比で用いる。一般的には18時（午後6時）以前に始まるものをいうが、15-16時（3-4時）以後の場合は薄暮（準ナイター）として扱われる場合もある。特に夏季、および2021年の新型コロナウィルスの発生時[注釈 1]は薄暮開催が多いが、ドーム球場などでは、空調の整備などにより、薄暮よりも、普段の季節同様日中の3時以前開始の試合も目立つ。Jリーグではデイマッチ（day match）と表現する。
2. UNICORNの音楽。以下に詳述。

「デーゲーム」は、日本のロックバンドであるUNICORNの楽曲。
1989年9月1日にCBS・ソニーから2枚目のシングルとしてリリースされた。作詞・作曲は手島いさむが行い、プロデュースは笹路正徳が担当している。前作「大迷惑」（1989年）よりおよそ5か月ぶりにリリースされたシングルであり、1曲目は「坂上二郎とユニコーン」名義で坂上が歌唱したバージョンが収録され、カップリング曲の「服部仕様」はアルバム『服部』（1989年）からのリカットとなっている。
フジテレビ系テレビアニメ『名門!第三野球部』（1988年 - 1989年）の主題歌として制作されたため野球をテーマにした曲となっているが、主題歌には別のバンドが抜擢されたため本作は使用されていない。本作はインド音楽のような音楽性を持っており、コーラスとして歌手であるCHAKAが参加している。
オリコンチャートでは最高位11位となった。後にくるりや丸本莉子によってカバーされている。

## 録音、制作、音楽性
原曲は1988年10月に手島いさむによって制作され、原曲の時点でインド音楽のようなアレンジとメロディーがあり、メンバーには聴かせていなかったがディレクターによって次作アルバムに収録することが決定した。また当時CBS・ソニーに対してフジテレビ系テレビアニメ『名門!第三野球部』（1988年 - 1989年）の主題歌制作の依頼があり、メンバーの中で最も野球好きだった手島が担当することになったが、主題歌は同じCBS・ソニー所属のPEARLの楽曲「誓書-バイブル-」が採用されタイアップの話はボツになった。その話を受けたことから仮タイトルは「第三野球部」とされ、野球をテーマに作詞が行われた。
詞のイメージから青い空や小鳥や牛の鳴き声など「のどかな雰囲気」の曲となったが、最後に皮肉として侵略や攻撃をイメージさせるヘリコプターの音を入れ危機感を表現したと手島は述べている。また、当初本作は「あかるいポリス調」であったと手島は述べたほか、レコーディングの過程で中近東テイストが加えられていったとも述べている。シタールの音はキーボードで再現しており、コーラスはCHAKAが担当している。 
シングル用のゲストボーカルとして当初は掛布雅之や村山実、青空球児・好児などが候補に挙がっていたが、堀内一史の要望により「歌に味がありそうな人」として坂上二郎に依頼することとなった。依頼を受けた坂上は「ロック調の曲かい?」と快諾したが、メンバーはコンサートツアー中であったためにレコーディングには立ち会っていないと述べている。その他、坂上はミュージック・ビデオにも出演している。

## リリース、チャート成績
本作は1989年9月1日にCBS・ソニーから8センチCDおよびカセットテープの2形態でリリースされた。カセットテープ版のみ「デーゲーム」と1枚目のアルバム『BOOM』（1987年）収録曲である「Maybe Blue」のカラオケ・トラックが収録された。「Maybe Blue（オリジナルカラオケ）」は後にコンピレーション・アルバム『ユニコーンのゴールデン・ハーフ・スペシャル』（1995年）に収録された。「デーゲーム（オリジナルカラオケ）」は、このカセットテープ版のみの収録となっている。本作のシングル盤はオリコンシングルチャートにおいて最高位第11位の登場週数は7回で、売り上げ枚数は5.1万枚となった。
音楽誌『別冊宝島724 音楽誌が書かないJポップ批評22 ユニコーン&奥田民生の摩訶不思議』においてライターの川口瑞夫は、ヒット曲となった「大迷惑」に続くシングルでありバンドとして重要な勝負曲が選ばれるところを、ボーカルを坂上に依頼したことに関して「変化球系のアイデア」と指摘し、奥田の早く歳を取りたいという「オヤジ優位主義」やフロントマンになりたくないという意向が強く反映されていると述べている。また川口は曲の完成度としては、奥田がボーカルを担当している「服部仕様」の方が統一感があると述べている。
坂上が歌唱したバージョンは後にベスト・アルバム『THE VERY RUST OF UNICORN』（1994年）に収録されたほか、ボックス・セット『Quarter Century Box』（2012年）にデジタル・リマスター版が収録された。

## ライブ・パフォーマンス
本作に関するテレビ出演としては、1989年8月19日放送のフジテレビ系音楽番組『オールナイトフジ』（1983年 - 1991年）にて「大迷惑」とともに演奏されたほか、同年9月18日放送の日本テレビ系音楽番組『歌のトップテン』（1986年 - 1990年）にはナゴヤ球場からの中継で坂上のみが出演し本作を歌唱した。
またコンサートツアー「UNICORN WINTER TOUR PANIC 服部 BOOMツアー」において1月16日から1月18日にかけて行われた新宿厚生年金会館3日間連続公演の初日に坂上がゲストとして登場した。坂上は「聖者の行進」に合わせて踊りながらタキシード姿で登場し、ターンするパフォーマンスを披露した。

## カバー
- くるり - トリビュート・アルバム『ユニコーン・カバーズ』(2013年）に収録[8][9][10][11]。UNICORN再結成時のテレビ特別番組にて、岸田繁とUNICORNは本作をセッションしている。
- 丸本莉子 - カバー・アルバム『COVER SONGS』（2018年）に収録、手島がギタリストとして参加している[12][13]。

## シングル収録曲
- 全作詞・作曲: 手島いさむ、編曲: 笹路正徳、UNICORN。

### 8センチCD版
| #         | タイトル                               | 作詞 | 作曲・編曲 | 時間 |
| --------- | -------------------------------------- | ---- | ---------- | ---- |
| 1.        | 「デーゲーム」(坂上二郎とユニコーン)   |      |            | 4:31 |
| 2.        | 「デーゲーム（服部仕様）」(ユニコーン) |      |            | 4:26 |
| 合計時間: | 合計時間:                              | 8:57 |            |      |

### カセットテープ版
| #         | タイトル                             | 作詞 | 作曲・編曲 | 時間 |
| --------- | ------------------------------------ | ---- | ---------- | ---- |
| 1.        | 「デーゲーム」(坂上二郎とユニコーン) |      |            | 4:29 |
| 2.        | 「デーゲーム（オリジナルカラオケ）」 |      |            | 4:29 |
| 合計時間: | 合計時間:                            | 8:58 |            |      |

| #         | タイトル                               | 作詞 | 作曲・編曲 | 時間 |
| --------- | -------------------------------------- | ---- | ---------- | ---- |
| 1.        | 「デーゲーム（服部仕様）」(ユニコーン) |      |            | 4:27 |
| 2.        | 「Maybe Blue（オリジナルカラオケ）」   |      |            | 3:36 |
| 合計時間: | 合計時間:                              | 8:03 |            |      |

## スタッフ・クレジット

### UNICORN
- 阿部義晴
- 西川幸一
- 堀内一史 (EBI)
- 奥田民生
- 手島いさむ

### 参加ミュージシャン
- 安則まみ - 無国籍歌唱
- ヒダカトオル - バックボーカル(“ベースベール･ウィークエンド”のところ/ノークレジット)

## リリース履歴
| No. | 日付          | レーベル                       | 規格         | 規格品番            | 最高順位 | 備考                   | 出典   |
| --- | ------------- | ------------------------------ | ------------ | ------------------- | -------- | ---------------------- | ------ |
| 1   | 1989年9月1日  | CBS・ソニー                    | 8センチCD CT | 10EH-3333 10WH-3333 | 11位     |                        | [ 14 ] |
| 2   | 2012年10月1日 | ソニー・ミュージックダイレクト | AAC-LC       | -                   | -        | デジタル・ダウンロード | [ 15 ] |
| 3   | 2012年10月1日 | ソニー・ミュージックダイレクト | ロスレスFLAC | -                   | -        | デジタル・ダウンロード | [ 16 ] |

## 収録アルバム
「デーゲーム」坂上二郎とユニコーン
- 『THE VERY RUST OF UNICORN』（1994年）
- 『Quarter Century Single Best』（2012年）

「デーゲーム（服部仕様）」
- 『服部』（1989年）
- 『THE VERY BEST OF UNICORN』（1993年）
- 『STAR BOX』（1999年）
- 『ULTRA SUPER GOLDEN WONDERFUL SPECIAL ABSOLUTE COMPLETE PERFECT SUPREME TERRIFIC ULTIMATE...』（2002年）
- 『勤労ロードショー 〜LIVE IN JAPAN〜』（2009年） - ライブ音源を収録。
- 『Quarter Century Single Best』（2012年）
- 『Quarter Century Live Best』（2012年） - ライブ音源を収録。